# ديفيد فورست
ديفيد فورست (بالإنجليزية: David Forrest)‏ هو اقتصادي بريطاني، ولد في 1953.